# قسم تيرجرد الريفي
قسم تيرجرد الريفي (بالفارسية: دهستان تیرجرد) هي قسم تقع في إيران في قسم. يقدر عدد سكانها بـ 5,513 نسمة .